# Konstsim vid världsmästerskapen i simsport 2023 – Tekniskt lagprogram
Det tekniska lagprogrammet i konstsim vid världsmästerskapen i simsport 2023 avgjordes mellan den 16 och 18 juli 2023 i Marine Messe Fukuoka i Fukuoka i Japan.

## Resultat
Kvalet startade den 16 juli klockan 10:00. Finalen startade den 18 juli klockan 19:30.
Grön bakgrund betyder att konstsimmarna gick vidare till finalen
| Placering | Nation         | Simmare | Kval     | Kval      | Final            | Final            |
| Placering | Nation         | Simmare | Poäng    | Placering | Poäng            | Placering        |
| --------- | -------------- | --- | -------- | --------- | ---------------- | ---------------- |
| 1         | Spanien        | Cristina Arámbula Marina García Meritxell Mas Alisa Ozhogina Paula Ramírez Sara Saldaña Iris Tió Blanca Toledano                                                        | 246,7484 | 6         | 281,6893         | 1                |
| 2         | Italien        | Linda Cerruti Marta Iacoacci Sofia Mastroianni Enrica Piccoli Lucrezia Ruggiero Isotta Sportelli Giulia Vernice Francesca Zunino                                        | 251,5379 | 3         | 274,5155         | 2                |
| 3         | USA            | Anita Alvarez Jaime Czarkowski Megumi Field Audrey Kwon Jacklyn Luu Daniella Ramirez Ruby Remati Natalia Vega                                                           | 248,7274 | 4         | 273,7396         | 3                |
| 4         | Japan          | Moe Higa Moeka Kijima Tomoka Sato Ayano Shimada Ami Wada Akane Yanagisawa Mashiro Yasunaga Megumu Yoshida                                                               | 235,2972 | 7         | 260,1055         | 4                |
| 5         | Grekland       | Maria Alzigkouzi Eleni Fragkaki Krystalenia Gialama Zoi Karangelou Maria Karapanagiotou Danai Kariori Ifigeneia Krommydaki Sofia Malkogeorgou                           | 261,7013 | 2         | 259,4729         | 5                |
| 6         | Mexiko         | Fernanda Arellano Nuria Diosdado Daniela Estrada Itzamary González Glenda Inzunza Joana Jiménez Jessica Sobrino Pamela Toscano                                          | 219,5325 | 9         | 257,1380         | 6                |
| 7         | Kina           | Chang Hao Feng Yu Wang Ciyue Wang Liuyi Wang Qianyi Xiang Binxuan Xiao Yanning Zhang Yayi                                                                               | 304,3992 | 1         | 253,4558         | 7                |
| 8         | Israel         | Eden Blecher Shelly Bobritsky Maya Dorf Noy Gazala Catherine Kunin Nikol Nahshonov Ariel Nassee Neta Rubichek                                                           | 247,1383 | 5         | 248,4117         | 8                |
| 9         | Frankrike      | Laelys Alavez Anastasija Bajandina Ambre Esnault Mayssa Guermoud Romane Lunel Eve Planeix Charlotte Tremble Laura Tremble                                               | 208,6443 | 10        | 248,1573         | 9                |
| 10        | Egypten        | Farida Abdelbary Nadine Barsoum Hanna Hiekal Salma Marei Sondos Mohamed Laila Mohsen Nihal Saafan Malak Toson                                                           | 195,2551 | 12        | 214,1084         | 10               |
| 11        | Ukraina        | Maryna Aleksijiva Vladyslava Aleksijiva Marta Fjedina Veronika Hrysjko Darja Mosjynska Anhelina Ovtjynnikova Anastasija Sjmonina Valerija Tysjtjenko                    | 230,0000 | 8         | 202,7401         | 11               |
| 12        | Australien     | Carolyn Rayna Buckle Hannah Burkhill Georgia Courage-Gardiner Kiera Gazzard Alessandra Ho Margo Joseph-Kuo Zoe Poulis Milena Waldmann                                   | 200,7701 | 11        | 196,4087         | 12               |
| 13        | Singapore      | Yvette Ann Chong Kiera Lee Eleanor Quah Debbie Soh Posh Soh Vivien Tai Claire Tan Rhea Thean                                                                            | 192,3279 | 13        | Gick inte vidare | Gick inte vidare |
| 14        | Kanada         | Sydney Carroll Scarlett Finn Laurianne Imbeau Jonnie Newman Raphaelle Plante Kenzie Priddell Florence Tremblay Olena Verbinska                                          | 190,7666 | 14        | Gick inte vidare | Gick inte vidare |
| 15        | Storbritannien | Eleanor Blinkhorn Isobel Blinkhorn Millicent Costello Isobel Davies Aimee Lawrence Daniella Lloyd Robyn Swatman Isabelle Thorpe                                         | 186,8912 | 15        | Gick inte vidare | Gick inte vidare |
| 16        | Slovakien      | Veronika Ásványiová Michaela Bernáthová Chiara Diky Lea Anna Krajčovičová Hana Markušová Linda McDonnell Žofia Strapeková Lisa Zemanová                                 | 180,9629 | 16        | Gick inte vidare | Gick inte vidare |
| 17        | Kazakstan      | Eteri Kakutia Aigerim Kurmangaliyeva Karina Magrupova Xeniya Makarova Anna Pavletsova Valeriya Stolbunova Zhaklin Yakimova Zhaniya Zhiyengazy                           | 179,5535 | 17        | Gick inte vidare | Gick inte vidare |
| 18        | Chile          | Nicolás Campos Soledad García Trinidad García Theodora Garrido Isidora Letelier Antonia Mella Josefa Morales Rocío Vargas                                               | 176,9279 | 18        | Gick inte vidare | Gick inte vidare |
| 19        | Nya Zeeland    | Ashley Armstrong Chloe Boyt Evie Caple Ariel Chen Avalee Donovan-Trewhella Sascha Fox Eva Morris Eden Worsley                                                           | 162,9192 | 19        | Gick inte vidare | Gick inte vidare |
| 20        | Costa Rica     | María Alfaro Alexa Alpízar María Paz Castro Mariela Jenkins Andrea Maroto Anna Mitinian Jimena Solano Raquel Zúñiga                                                     | 162,0811 | 20        | Gick inte vidare | Gick inte vidare |
| 21        | Macao          | Ao Weng I Au Ieong Sin Ieng Chan Ka Hei Chau Cheng Han Chio Un Tong Gabriel Zhou Constanca Sofia Lo Wai Lam Zheng Zexuan                                                | 161,7933 | 21        | Gick inte vidare | Gick inte vidare |
| 22        | Thailand       | Jinnipha Adisaisiributr Patrawee Chayawararak Nannapat Duangprasert Chantaras Jarupraditlert Pongpimporn Pongsuwan Chalisa Sinsawat Supitchaya Songpan Voranan Toomchay | 152,9763 | 22        | Gick inte vidare | Gick inte vidare |